# Евстафеев, Алексей Владимирович
Алексей Владимирович Евстафеев (род. 28 декабря 1967, Свердловск) — советский и узбекистанский футболист, тренер.

## Биография

### Карьера игрока
С 1990 по 1998 год играл за клуб «Трактор» (Ташкент). В 1999 году перешёл в «Хорезм». 2000 год провёл в «Зарафшане».

### Карьера тренера
Свою тренерскую карьеру Евстафеев начал в клубе Кибрай во второй Лиге Узбекистана. В 2002 он перешёл в Пахтакор тренировать в академии клуба. В 2009 году Евстафеев возглавил юношескую сборную Узбекистана до 15 лет (U-15, 1994 года рождения), задача которой ставилась квалификация на Чемпионат Азии U-16 (AFC U-16 Championship) в 2010 году. B 2009 году Команда Евстафеева успешно прошла отборочный турнир чемпионата Азии U-16. На юношеском чемпионате Азии U-16 2010, который проходил в Узбекистане, команда Евстафеева дошла до финала турнира, где уступила сверстникам из КНДР со счетом 0:2. По итогам чемпионата команда Евстафеева впервые получила путёвку на Чемпионат мира по футболу среди юношеских команд 2011 U-17 в Мексике. На ЧМ 2011 сборная Узбекистана U-17 вышла из группы с 1-го места, дошла четвертьфинала турнира, уступив на данном этапе сборной Уругвая 0:2.
В этом же году Евстафеев стал ассистентом Ахмаджона Мусаева в молодёжной сборной Узбекистана (U-19), которая в 2012 году пробилась в полуфинал чемпионата Азии и завоевала право на участие в чемпионате мира U-20 2013. Сборная Узбекистана U-20 успешно выступила на чемпионате мира 2013, пробившись до 1/4 финала турнира.
В январе 2011 года Федерация футбола Узбекистана назвала Алексея Евстафеева Тренером года в Узбекистане 2010, а также лучшим Детско-юношеским тренером года. По итогам 2011 года Евстафеев стал вторым, уступив первое место Вадиму Абрамову.
6 января 2012 года Евстафеев назначен главным тренером молодёжной сборной Узбекистана (до 21 лет). Основной и первостепенной задачей было поставлено выход в финальную часть Чемпионат Азии U-22 в 2013 году. Подопечные Евстафеева успешно прошли отборочный турнир, который прошёл в июне 2012 года в Непале
26 декабря 2012 года Евстафеев возглавил юношескую сборную Узбекистана (U-18). Перед Евстафеевым была поставлена задача квалификации на Чемпионат Азии U-19 2014 в Мьянме. В 2013 году сборная U-18 успешно прошла отборочный цикл на Чемпионат Азии U-19, заняв 2-е место в группе A.
В начале декабря 2013 году произошла смена тренеров в сборной U-22. 6 декабря 2013 года пост главного тренера U-22 занял текущий ассистент главной сборной Узбекистана Шухрат Максудов. Евстафеев стал старшим тренером, ассистентом сборной. Также Евстафеев остался главным тренером сборной до 18 лет (1995 года рождения). 11 марта 2014 Евстафеев покинул пост главного тренера сборной U-19 по собственному желанию. На этом посту его сменил Сергей Лущан.
В 2014—2016 годах — главный тренер молодёжной команды[уточнить] «Нефтчи» (Фергана), в 2017 — тренер в футбольной школе «Кубани», в 2018—2020 — тренер в академии «Балтики», в 2021—2022 годах — тренер в футбольной школе «Открытие». В январе — апреле 2023 года возглавлял «Шуртан».

## Достижения

### В качестве тренера
Узбекистан U15- U17
- Чемпионат Азии U-16: 2-е место, 2010
- Чемпионат мира U-17: Четвертьфинал, 2011

Личные
- Тренер года в Узбекистане: 2010
- Тренер года в Узбекистане (№ 2): 2011
- Лучший детско-юношеский тренер года: 2009, 2010, 2011

## Награды
- Заслуженный тренер Республики Узбекистан (25 августа 2011 года)[12]
- Орден «Дустлик» (23 августа 2013 года) — за весомый вклад в укрепление независимости Родины, развитие национальной идеи, возрождение духовности, повышение самосознания народа, за яркий талант и творчество, научную деятельность, самоотверженный труд[13]